# Ställföreträdande regeringschef
Ställföreträdande regeringschef är en minister som vid sidan om sin övriga portfölj har som uppgift att avlasta regeringschefen i dennes arbete och träda in som vikarie när regeringschefen har fått tillfälligt förhinder. Däremot är ställföreträdaren inte normalt automatiskt efterträdare i händelse av att regeringschefen avgår.
Vem som har rollen skiljer sig enligt olika länders grundlagar och/eller hävdvunnen sedvanerätt. Vissa länder har aldrig någon särskild utsedd  ställföreträdare för regeringschefen, i andra länder kan det vara en viss minister som i regel har uppgiften (exempelvis utrikesministern).

## Norden
I de nordiska länderna säger man statsministerns ställföreträdare, eftersom regeringscheferna här kallas statsminister. En informell, vardaglig titel för vederbörande är vice statsminister. Ordet "vice" betyder just ställföreträdande. Den här vardagliga titeln torde ha uppstått i analogi med termer som vice ordförande och vicepresident.
Om regeringen är en koalitionsregering, är den ställföreträdande regeringschefen inte sällan partiledare för det näst största partiet i koalitionen. I Sverige har under Stefan Löfvens tvåpartiregeringar titeln vice statsminister dock kommit att formellt åsättas det mindre partiets gruppledare i regeringen, trots att vederbörande formellt inte har utsetts till Sveriges ställföreträdande statsminister.